# Chage Live Tour 2024 〜ちゃげっていうひと〜
『Chage Live Tour 2024 〜ちゃげっていうひと〜』（チャゲ・ライブ・ツアー 2024 ～ちゃげっていうひと～）は、Chageのライブ・ビデオ。2025年5月14日にBlu-ray Discで発売された。

## 概要
音楽活動45周年を記念して、2024年9月1日から9月23日にかけて行ったライブツアー『Chage Live Tour 2024～ちゃげっていうひと～』。本作はそのコンサートツアーからファイナル・9月23日の東京・Zepp Diver City公演の模様を収録したもの。

## 収録曲
1. 組曲WANDERING
作詞：Chage　作曲：Chage・村上啓介
2. 勇気の言葉
作詞：青木せい子　作曲：Chage
3. Begins Now～万華鏡の刹那～
作詞・作曲：Chage・河野健太郎
4. THE WOMAN I LOVE
作詞：青木せい子　作曲：Chage
5. ベンチ
作詞・作曲：Chage
6. Reason
作詞：澤地隆　作曲：Chage
7. TOKYO MOON
作詞・作曲：Chage
8. 永遠の謎
作詞：青木せい子　作曲：Chage
9. SOME DAY
作詞：澤地隆　作曲：Chage
10. 幸せな不条理
作詞・作曲：Chage
11. すごくこまるんだ
作詞：青木せい子　作曲：Chage
12. ふたりの愛ランド
作詞：Chage・松井五郎　作曲：Chage
13. ロマンシングヤード
作詞：秋谷銀四郎　作曲：Chage
14. Well,Well,Well
作詞・作曲：Chage
15. equal
作詞：松井五郎　作曲：Chage
16. 飾りのない歌
作詞：万城目学　作曲：Chage
17. 横顔の月
作詞・作曲：Chage・河野健太郎
18. WINDY ROAD
作詞：澤地隆　作曲：Chage

## サポートメンバー
- 力石理江：キーボード
- 佐藤強一：ドラムス
- 山田直子：ベース
- KB、楯岡裕人：ギター
- YUKO、河野健太郎：コーラス

## Chage Live Tour 2024 〜ちゃげっていうひと〜 (アルバム)
『Chage Live Tour 2024 〜ちゃげっていうひと〜』（チャゲ・ライブ・ツアー 2024 ～ちゃげっていうひと～）は、Chageの配信限定ライブ・アルバム。本作の映像作品に先駆けて配信限定でリリースされた。

### 解説
本作はコンサートツアー『Chage Live Tour 2024 〜ちゃげっていうひと〜』から9月23日の東京・Zepp Diver City公演の模様を収録している。

#### 収録曲
| #         | タイトル                       | 作詞              | 作曲              | 時間  |
| --------- | ------------------------------ | ----------------- | ----------------- | ----- |
| 1.        | 「組曲WANDERING」              | Chage             | Chage、村上啓介   | 10:00 |
| 2.        | 「勇気の言葉」                 | 青木せい子        | Chage             | 5:01  |
| 3.        | 「Begins Now～万華鏡の刹那～」 | Chage、河野健太郎 | Chage、河野健太郎 | 3:17  |
| 4.        | 「THE WOMAN I LOVE」           | 青木せい子        | Chage             | 4:38  |
| 5.        | 「ベンチ」                     | Chage             | Chage             | 5:55  |
| 6.        | 「Reason」                     | 澤地隆            | Chage             | 4:54  |
| 7.        | 「TOKYO MOON」                 | Chage             | Chage             | 6:40  |
| 8.        | 「永遠の謎」                   | 青木せい子        | Chage             | 6:09  |
| 9.        | 「SOME DAY」                   | 澤地隆            | Chage             | 6:01  |
| 10.       | 「幸せな不条理」               | Chage             | Chage             | 4:39  |
| 11.       | 「すごくこまるんだ」           | 青木せい子        | Chage             | 4:06  |
| 12.       | 「ふたりの愛ランド」           | Chage、松井五郎   | Chage             | 4:43  |
| 13.       | 「ロマンシングヤード」         | 秋谷銀四郎        | Chage             | 4:41  |
| 14.       | 「Well,Well,Well」             | Chage             | Chage             | 4:47  |
| 15.       | 「equal」                      | 松井五郎          | Chage             | 5:30  |
| 16.       | 「飾りのない歌」               | 万城目学          | Chage             | 5:26  |
| 17.       | 「横顔の月」                   | Chage、河野健太郎 | Chage、河野健太郎 | 5:29  |
| 18.       | 「WINDY ROAD」                 | 澤地隆            | Chage             | 7:50  |
| 合計時間: | 合計時間:                      | 合計時間:         | 合計時間:         | 99:46 |